# 장기수 브론슨의 고백
《장기수 브론슨의 고백》(영어: Bronson)은 2008년 공개된 영국의 전기 교도소 드라마 영화이다. 니콜라스 빈딩 레픈 감독의 연출작이며, 톰 하디가 찰스 브론슨 역으로 출연하였다.

## 출연진
- 톰 하디 - 찰스 브론슨 / 마이클 피터슨 역
- 맷 킹 - 폴 대니얼스 역
- 제임스 랜스 - 필 대니얼슨 역
- 어맨다 버턴 - 찰리의 엄마 역
- 켈리 애덤스 - 아이린 피터슨 역
- 조너선 필립스 - 교도소장 역
- 마크 파울리 - 앤디 러브 / 프렌들리 스크루 역
- 휴 로스 - 엉클 잭 역
- 조 터커 - 존 화이트 역
- 마크 대븐포트 - 간호사 1 역

## 기타 제작진
- 공동 제작: 제인 훅스
- 배역: 데스 해밀턴
- 미술: 에이드리언 스미스
- 의상: 샨 젱킨스

## 수상
- 2009년 제56회 시드니 영화제 수상 작품상 (니콜라스 빈딩 레픈)[2]
- 2010년 제10회 런던 비평가 협회상 후보 영국 남우 주연상 (톰 하디)[3]